# والتر مارسیانو
والتر مارسیانو (انگلیسی: Walter Marciano; ۱۵ سپتامبر ۱۹۳۱ – ۲۱ ژوئن ۱۹۶۱) بازیکن فوتبال اهل برزیل بود.
وی همچنین برای تیم ملی فوتبال برزیل ۷ بار بازی کرد. او در سال ۱۹۶۱ در یک تصادف رانندگی کشته شد.